# Vriesea fibrosa
Vriesea fibrosa là một loài thuộc chi Vriesea. Đây là loài bản địa của Venezuela.